# Anders Banke
Anders Banke, né le 2 août 1969 à Ystad (Suède) est un réalisateur suédois. Il a grandi à Ystad et a développé un intérêt précoce pour le cinéma. Il a été formé en tant que réalisateur à l'Institut national de la cinématographie (VGIK) à Moscou et y a appris à parler russe. Il y rencontre son ami et futur collaborateur Chris Maris. En 1998 il est tombé sur un scénario de comédie horrifique, écrit par Daniel Ojanlatva, sur une ville située au nord du cercle polaire arctique et terrorisée par des vampires. Banke a adoré l’idée et a passé plusieurs années à la développer avec Ojanlatva. Comme l’Institut suédois du film n’approuve pas souvent les films d'horreur ou les films de genre en général, Banke a eu du mal à réaliser le film. En fin de compte, il a obtenu le financement de l’Institut suédois du film nécessaire pour intéresser d’autres producteurs au projet en 2004, et la production a pu commencer. Le film a été le premier film de vampire de Suède.
Le film n’a pas atteint le box-office comme Banke l’espérait, mais il est devenu de loin le film suédois le plus populaire de cette année-là, étant vendu dans plus de 40 pays, ce qui est bien au-dessus de la moyenne des films suédois. Le succès a été particulièrement important en Russie, où il a atteint le statut de film culte et est devenu le film indépendant le plus rentable de cette année-là en Russie. Le succès a conduit Banke à se voir offrir le poste de réalisateur d’un remake du film hongkongais Breaking News, qui prend le titre de Gorjacije novosti en russe, Newsmakers en anglais et Raiders en français.
Anders Banke réalise une nouvelle comédie horrifique suédoise écrite par Daniel Ojanlatva intitulée Ond Bråd Sommar ou Last Day. Selon le scénariste du film, le film sera tourné en 2012 ou 2013.
Banke réalise une série télévisée d’horreur et de comédie noire en 16 parties intitulée Tchernobyl pour la chaîne de télévision nationale russe TNT. Le tournage commence à l’été 2012.

## Œuvres

### Cinéma
- 1998 : The Burglar[4] (En älskvärd värld)[5], court métrage de 7 minutes.
- 2003 : John Howe - There and Back Again (documentaire en 35mm/DigiBeta de 52 minutes[6].
- 2006 : Tale of Vampires (Frostbite)
- 2008-2009 : Raiders (Newsmakers ou Goryachie novosti)
- 2014 : Last Day[6]
- 2016 : Warg
- 2019-2020 : Enemy Lines[7] produit par Happy Hour Films, avec Ed Westwick.

### Télévision
- 2014 : Tchernobyl, zone d’exclusion saison 1 ; 8 épisodes de 48 minutes[6].
- 2016 : Tchernobyl, zone d’exclusion saison 2 ; 2 épisodes de 48 minutes[6].
- 2017 : Witches ; 4 épisodes de 45 minutes[6].

## Récompenses et distinctions
- 2006 : Prix du meilleur film au Fantasporto International Fantasy Film Award pour Tale of Vampires ; nommé pour le même film au Festival international du film fantastique de Neuchâtel et au Festival international du film fantastique de Puchon[4],[5]
- 2010 : Nommé au Grand Prix du Skip City International D-Cinema Festival pour Goryachie novosti (2009)[4],[5]

## Crédit d'auteurs
- (en) Cet article est partiellement ou en totalité issu de l’article de Wikipédia en anglais intitulé « Anders Banke » (voir la liste des auteurs).